# Muchas Gracias: The Best of Kyuss
Muchas Gracias: The Best of Kyuss ist ein im Jahr 2000 veröffentlichtes Werk der Band Kyuss. Das Kompilationsalbum wurde fünf Jahre nach der Auflösung der Band veröffentlicht.

## Entstehung und Inhalt
Das Album trägt mit dem Best of einen verwirrenden Titel, da der Großteil der enthaltenen Lieder zu den Raritäten der Band gehören und lediglich fünf Lieder von den vier regulären Studioalben stammen. Sechs Lieder wurden zuvor als B-Seiten auf diversen Singles und EPs veröffentlicht. Die vier Live-Versionen, die 1994 im Hamburger Marquee-Club in St. Pauli aufgenommen wurden, wurden zuvor auf einer Promo-CD veröffentlicht und sind das einzige offizielle Live-Material der Band. Für das Titelcover wurde ein Fotowettbewerb gestartet. Die zweit- und drittplatzierten Bilder sind ebenfalls im Booklet abgedruckt.

## Rezeption
Auch Michael Rensen vom Magazin Rock Hard sah den Titelzusatz Best of als täuschend an. Aufgrund vieler fehlender Stücke würden „Leute, die sich diese CD in der Erwartung kaufen, einen Querschnitt durch die größten Kyuss-Hits serviert zu bekommen“ „nach dem ersten Durchlauf mit Sicherheit kein 'muchas gracias’ auf den Lippen haben.“ Immerhin seien einige Raritäten enthalten, andere „Obskuritäten sind hingegen nur von durchschnittlicher Qualität“.

## Titelliste
1. Un Sandpiper (Homme/Garcia/Hernández/Reeder) – 8:14
2. Shine! (Reeder) – 5:58
3. 50 Million Year Trip (Downside Up) (Bjork) – 5:48
4. Mudfly (Homme) – 2:26
5. Demon Cleaner (Homme) – 5:05
6. A Day Early and a Dollar Extra (Homme) – 2:16
7. I’m Not (Homme/Garcia) – 4:37
8. Hurricane (Homme/Garcia) – 2:32
9. Flip the Phase (Homme) – 2:18
10. Fatso Forgotso (Reeder) – 8:30
11. El Rodeo (Homme/Garcia) – 5:30
12. Gardenia (Live) (Bjork) – 6:45
13. Thumb (Live) (Bjork/Homme) – 4:41
14. Conan Troutman (Live) (Homme) – 2:14
15. Freedom Run (Live) (Bjork/Homme) – 8:10

- Titel vom Album Wretch: #7
- Titel vom Album Blues for the Red Sun: #3
- Titel vom Album Welcome to Sky Valley: #5
- Titel vom Album …And the Circus Leaves Town: #8, #11
- Titel von der Live-EP Live At The Marquee Club: #12–15
- Titel von der Split-EP Shine!/Short Term Memory Loss: #2
- Titel von der Single Gardenia: #1
- Titel von der Single One Inch Man: #4, #6, #9
- Titel von der Promo-Single Into the Void: #10

## Personal
- John Garcia – Gesang
- Josh Homme – Gitarre
- Nick Oliveri – Bass auf #3, #7
- Scott Reeder – Bass auf #1–2, #4–6, #8–15
- Brant Bjork – Schlagzeug auf #3, #5, #7
- Alfredo Hernández – Schlagzeug auf #1–2, #4, #6, #8–15
- Hutch – Sound-Abmischung auf #12–15